# ققنوس در باران
ققنوس در باران عنوان مجموعه شعری است از احمد شاملو شاعر معاصر ایرانی. از مهم‌ترین شعرهای این کتاب می‌توان به سفر، شبانه، چلچلی، و مرگ ناصری اشاره کرد.